# West Coast Live
West Coast Live je koncertní album britské skupiny ProjeKct Four, jednoho z vedlejších projektů kapely King Crimson. Vydáno bylo v srpnu 1999, později téhož roku vyšlo i jako součást box setu The ProjeKcts. Deska byla nahrána na koncertech improvizované hudby ProjeKctu Four v říjnu 1998 v USA a Kanadě. Jádrem alba je dvoudílná skladba „Ghost“, která je rozdělena do devíti stop.

## Seznam skladeb
Všechny skladby napsal(i) Robert Fripp, Trey Gunn, Tony Levin a Pat Mastelotto. 
| Pořadí         | Název                   | Délka |
| -------------- | ----------------------- | ----- |
| 1.             | Ghost (Part 1)          | 9:14  |
| 2.             | Ghost (Part 1)          | 4:07  |
| 3.             | Ghost (Part 1)          | 5:55  |
| 4.             | Ghost (Part 1)          | 5:06  |
| 5.             | Deception of the Thrush | 7:12  |
| 6.             | Hindu Fizz              | 4:46  |
| 7.             | ProjeKction             | 5:29  |
| 8.             | Ghost (Part 2)          | 1:39  |
| 9.             | Ghost (Part 2)          | 2:43  |
| 10.            | Ghost (Part 2)          | 3:53  |
| 11.            | Ghost (Part 2)          | 1:48  |
| 12.            | Ghost (Part 2)          | 4:57  |
| Celková délka: | Celková délka:          | 56:48 |

## Obsazení
- Robert Fripp – kytara
- Trey Gunn – Warr guitar
- Tony Levin – baskytara, Chapman Stick
- Pat Mastelotto – elektronické bicí, elektronické smyčky, programování